# Stazione di Titan Sud
Bucarest Gara Titan Sud è una piccola stazione ferroviaria capolinea per passeggeri di Bucarest, che si trova nel quartiere Repubblica (in rumeno Republica) in Corso Basarabia (Bulevardul Basarabia), nelle immediate vicinanze dell'omonima fermata della metro.
Nel periodo comunista di chiamava Halta 23 August.
La stazione viene utilizzata esclusivamente dalle ferrovie rumene per il trasporto dei pendolari e dispone di 2 binari, sala d'attesa (aperta nelle 2 ore che precedono la partenza di ogni corsa) e biglietteria.
Da qui si muovono giornalmente solo 6 treni regionali (2 corse andata-ritorno per Oltenița, rispettivamente 1 corsa andata-ritorno per Bucureşti Obor). È collegata con il centro tramite la metropolitana, i tram e gli autobus.